# Pandemia de COVID-19 în Germania

Răspândirea cazurilor între 27 februarie - 22 martie

Pandemia de coronavirus din Germania este o pandemie în curs de desfășurare pe teritoriul Germaniei cauzată de noul coronavirus 2019-nCoV (SARS-CoV-2), virus care provoacă o infecție numită COVID-19, care poate fi asimptomatică, ușoară, moderată sau severă. Infecția severă include o pneumonie atipică severă manifestată clinic prin sindromul de detresă respiratorie acută.
Pandemia de coronavirus din Germania a fost confirmată prima dată la 27 ianuarie 2020.
Primul deces a fost confirmat la 9 martie: o femeie de 89 de ani din Essen, a urmat un bărbat de 78 de ani din Heinsberg.
La 18 decembrie 2020, a fost raportat un număr record de 33.777 de cazuri noi de infectare în 24 de ore.
La 3 noiembrie 2021, 66,23% de persoane au fost vaccinate cu schema completă, iar 4,6 milioane de persoane s-au infectat în total cu noul coronavirus de la debutul pandemiei în Germania. La 4 noiembrie 2021, a fost raportat un nou număr record de 33.949 de cazuri noi de infectare în 24 de ore.
Cu o lungă tradiție de antivacciniști, Germania are totuși un grup mic de rezistenți radicali care nu pot fi convinși de niciun fel de argumente - între 2 și 5% din populație. Larga majoritate a celorlalți (15 milioane de germani care ori se opun vaccinări, ori sunt sceptici față de vaccin) au doar un scepticism în grade diferite referitor la tehnologiile mRNA folosite pentru unele vaccinuri anti-COVID-19, care ar avea efecte adverse grave precum infertilitatea sau sănătatea sarcinii.

## Vezi și
- Wolfgang Wodarg